# Gamlingay
Gamlingay is een civil parish in het bestuurlijke gebied South Cambridgeshire, in het Engelse graafschap Cambridgeshire. De plaats telt 3568 inwoners.

## Galerij

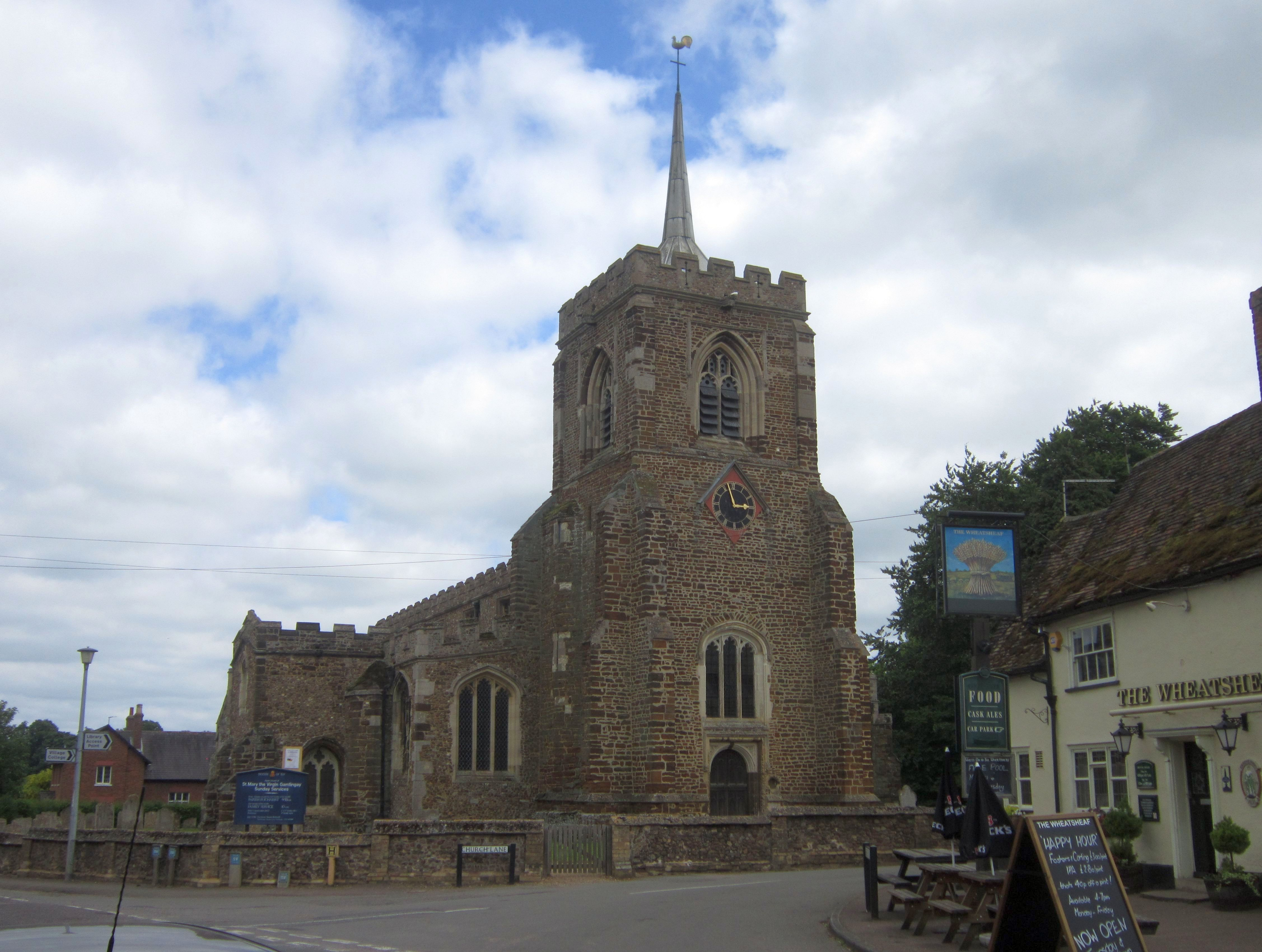
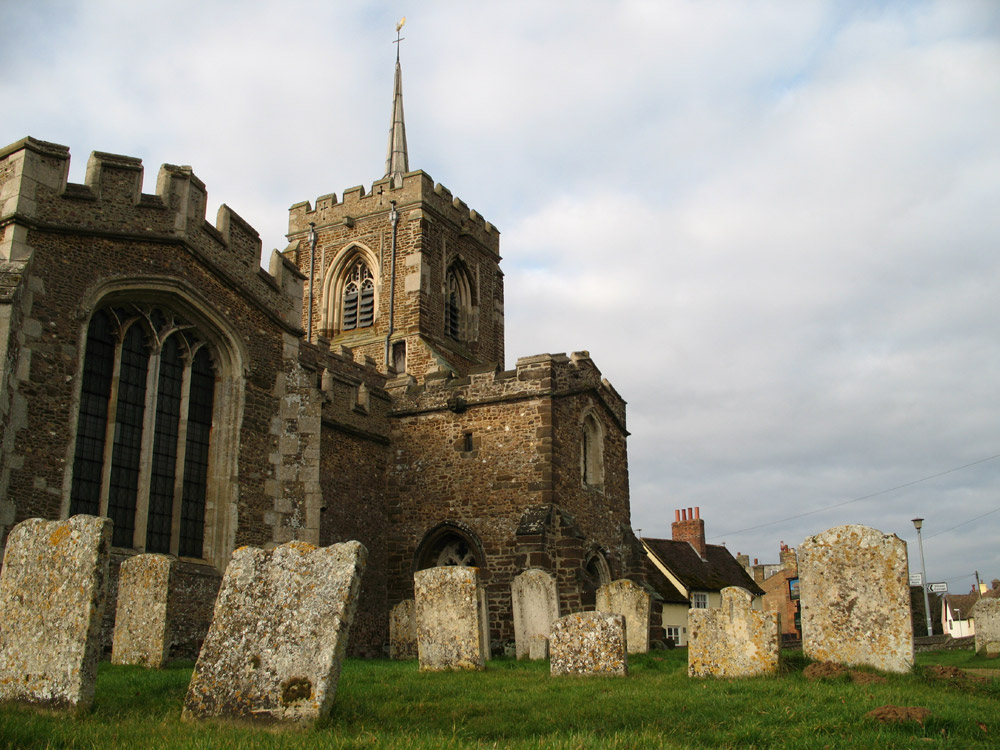

Abbots Ripton · 
Abbotsley · 
Abington Pigotts · 
Ailsworth · 
Alconbury Weston · 
Alconbury · 
Alwalton · 
Arrington · 
Ashley · 
Babraham · 
Bainton · 
Balsham · 
Bar Hill · 
Barham and Woolley · 
Barnack · 
Barrington · 
Bartlow · 
Barton · 
Bassingbourn cum Kneesworth · 
Benwick · 
Bluntisham · 
Borough Fen · 
Bottisham · 
Bourn · 
Boxworth · 
Brampton · 
Bretton · 
Brington and Molesworth · 
Brinkley · 
Broughton · 
Buckden · 
Buckworth · 
Burrough Green · 
Burwell · 
Bury · 
Bythorn and Keyston · 
Caldecote · 
Cambourne · 
Carlton · 
Castle Camps · 
Castor · 
Catworth · 
Caxton · 
Chatteris · 
Chesterton · 
Cheveley · 
Childerley · 
Chippenham · 
Christchurch · 
Colne · 
Comberton · 
Conington (South Cambridgeshire) · 
Conington (Huntingdonshire) · 
Coton · 
Cottenham · 
Coveney · 
Covington · 
Croxton · 
Deeping Gate · 
Denton and Caldecote · 
Diddington · 
Doddington · 
Downham · 
Dry Drayton · 
Dullingham · 
Duxford · 
Earith · 
Easton · 
Ellington · 
Elm · 
Elsworth · 
Eltisley · 
Elton · 
Ely · 
Etton · 
Eye · 
Eynesbury Hardwicke · 
Farcet · 
Fen Ditton · 
Fen Drayton · 
Fenstanton · 
Folksworth and Washingley · 
Fordham · 
Fowlmere · 
Foxton · 
Fulbourn · 
Gamlingay · 
Girton · 
Glatton · 
Glinton · 
Godmanchester · 
Gorefield · 
Grafham · 
Grantchester · 
Graveley · 
Great Abington · 
Great and Little Chishill · 
Great Eversden · 
Great Gidding · 
Great Gransden · 
Great Paxton · 
Great Shelford · 
Great Staughton · 
Great Wilbraham · 
Guilden Morden · 
Haddenham · 
Haddon · 
Hail Weston · 
Hamerton · 
Hardwick · 
Harlton · 
Harston · 
Haslingfield · 
Hatley · 
Hauxton · 
Helpston · 
Hemingford Abbots · 
Hemingford Grey · 
Heydon · 
Hildersham · 
Hilton · 
Hinxton · 
Histon · 
Holme · 
Holywell-cum-Needingworth · 
Horningsea · 
Horseheath · 
Houghton and Wyton · 
Huntingdon · 
Ickleton · 
Impington · 
Isleham · 
Kennett · 
Kimbolton · 
Kings Ripton · 
Kingston · 
Kirtling · 
Knapwell · 
Landbeach · 
Leighton · 
Leverington · 
Linton · 
Litlington · 
Little Abington · 
Little Eversden · 
Little Gidding · 
Little Gransden · 
Little Paxton · 
Little Shelford · 
Little Wilbraham · 
Littleport · 
Lode · 
Lolworth · 
Longstanton · 
Longstowe · 
Madingley · 
Manea · 
March · 
Marholm · 
Maxey · 
Melbourn · 
Meldreth · 
Mepal · 
Milton · 
Morborne · 
Newborough · 
Newton · 
Northborough · 
Oakington and Westwick · 
Offord Cluny · 
Offord D'Arcy · 
Old Hurst · 
Old Weston · 
Orton Longueville · 
Orton Waterville · 
Orwell · 
Over · 
Pampisford · 
Papworth Everard · 
Papworth St. Agnes · 
Parson Drove · 
Peakirk · 
Perry · 
Pidley cum Fenton · 
Rampton · 
Ramsey · 
Reach · 
Sawston · 
Sawtry · 
Shepreth · 
Shingay cum Wendy · 
Shudy Camps · 
Sibson-cum-Stibbington · 
Snailwell · 
Soham · 
Somersham · 
Southoe and Midloe · 
Southorpe · 
Spaldwick · 
St. Ives · 
St. Martin's Without · 
St. Neots Rural · 
St. Neots · 
Stapleford · 
Steeple Gidding · 
Steeple Morden · 
Stetchworth · 
Stilton · 
Stow cum Quy · 
Stow Longa · 
Stretham · 
Sutton · 
Swaffham Bulbeck · 
Swaffham Prior · 
Swavesey · 
Tadlow · 
Tetworth · 
Teversham · 
The Stukeleys · 
Thetford · 
Thorney · 
Thornhaugh · 
Thriplow · 
Tilbrook · 
Toft · 
Toseland · 
Tydd St. Giles · 
Ufford · 
Upton and Coppingford · 
Upton · 
Upwood and the Raveleys · 
Wansford · 
Warboys · 
Waresley · 
Water Newton · 
Waterbeach · 
Wentworth · 
West Wickham · 
West Wratting · 
Westley Waterless · 
Weston Colville · 
Whaddon · 
Whittlesey · 
Whittlesford · 
Wicken · 
Wilburton · 
Willingham · 
Wimblington · 
Wimpole · 
Winwick · 
Wisbech St. Mary · 
Wisbech · 
Wistow · 
Witcham · 
Witchford · 
Wittering · 
Woodwalton · 
Woodditton · 
Woodhurst · 
Wothorpe · 
Yaxley · 
Yelling